# 史丹扉
史丹扉（1943年—），美國外交官及美國國務院中文專家，為第一位非裔美國人出身的美國駐汶萊大使，有多次涉及漢語圈地域的工作經驗，除曾任美國國務院亞太局台灣協調處長外，相關駐外經驗亦包括美國駐香港總領事館、台灣台北的美國在台協會及斷交前的美國駐中華民國大使館勤務，亦為1979年美國駐中華人民共和國大使館創館後初代館員。

## 生涯
史丹扉誕生在德州，1965年獲俄亥俄州西方女子學院跨文化研究文學士學位，後續又獲得夏威夷大學亞洲研究碩士學位，並在香港大學東方研究學院進修。
1968年加入外交界服務，首次外派勤務為1969年至1971年間，在台灣擔任美國駐中華民國大使館擔任副領事兼二等秘書，返美擔任美國國務院24小時運作中心監督官後，前往台中的美國國務院進階中文語言暨地區研究學校進修中文，並於前英屬香港接受粵語訓練，進入美國駐香港總領事館政治部工作。1979年中美建交當時，她是國務院中國科的科員，並於同年進入甫成立的美國駐中華人民共和國大使館工作到1981年，1981年至1983年間則配屬於國務院馬來西亞、新加坡暨汶萊事務處，1985年至1987年間前往美國在台協會台北辦事處服務。
1990—1993年間，史丹扉出任國務院澳洲暨紐西蘭事務處長，同年8月調到美國駐紐西蘭大使館接替前臨時代辦大衛·沃克（David Walker）主持館務，同時兼任駐紐西蘭兼駐薩摩亞代理大使，1994年5月結束任期後，仍繼續擔任駐紐西蘭大使館副館長至1995年止，1996—1998年間改任國務院台灣協調處長。
1998—1999年間，史丹扉成為國務院高級研討會（Senior Seminar）41期學員，此次受訓為美國聯邦政府最高層級的行政訓練。她在結訓後，於8月9日被任命為駐汶萊大使，11月呈遞國書並赴汶履新。2002年8月28日結束駐汶萊大使任期後，她於2003年至2005年間出任佛羅里達農工大學駐校外交官（Diplomat in Residence），其後又繼任斯貝爾曼學院駐校外交官，並回到國務院擔任指導協調高級顧問，至2007年退休。
史丹扉退休後仍持續參與國際關係及學校校務活動，歷任國際事務黑人職業人員協會（Black Professionals in International Affairs；）會長、美國黑人大使協會（Association of Black American Ambassadors）執委會員。她亦為俄亥俄州邁阿密大學基金會董事、西方學院校友會（Western College Alumnae Association；）的會員和前任校董會會長。